# Відкритий чемпіонат Австралії з тенісу 1998
Відкритий чемпіонат Австралії з тенісу 1998 — тенісний турнір, що проходив між 19 січня та 1 лютого 1998 року на кортах Мельбурн-Парку в Мельбурні, Австралія. Це — 86-ий чемпіонат Австралії з тенісу і перший турнір Великого шолома в 1998 році. Турнір входив до програм ATP та WTA турів.

## Події
Минулорічний чемпіон Піт Сампрас програв у чвертьфіналі, а турнір виграв чех Петр Корда, для якого цей титул Великого шолома став єдиним. 
Мартіна Хінгіс перемогла в жіночому одиночному розряді. Вона захистила минулорічний титул і вдруге стала чемпіонкою Австралії. Загалом Мартіна  виграла свій четвертий одиночний мейджор.
Мартіна Хінгіс також виграла змагання жіночих пар. Це був її третій парний титул Великого шолома. Ця перемога для швейцарки також була першою на шляху до календарного Великого шолома у парному розряді. Її партнерка, Мір'яна Лучич виграла свій єдиний мейджор (станом на 2017 рік).
У парному розряді чоловіків Бйоркман виграв свій перший титул Великого шолома, Елтінг — четвертий і другий в Австралії. 
Переможці міксту, Вінус Вільямс та Джастін Гімелстоб виграли свої перші титули Великого шолома. Тоді як для Вільямс це був лише початок низки перемог, для Гімелстоба ця перемога залишилася єдиною в Австралії та одним із двох мейджорів.

## Результати фінальних матчів

### Дорослі
| Одиночний розряд. Чоловіки      |                                 |                         |
| Петр Корда                      | Марсело Ріос                    | 6–2, 6–2, 6–2           |
|                                 |                                 |                         |
| Одиночний розряд. Жінки         |                                 |                         |
| Мартіна Хінгіс                  | Кончіта Мартінес                | 6–3, 6–3                |
|                                 |                                 |                         |
| Парний розряд. Чоловіки         |                                 |                         |
| Йонас Бйоркман Якко Елтінг      | Тодд Вудбрідж Марк Вудфорд      | 6–2, 5–7, 2–6, 6–4, 6–3 |
|                                 |                                 |                         |
| Парний розряд. Жінки            |                                 |                         |
| Мартіна Хінгіс Мір'яна Лучич    | Ліндсі Девенпорт Наташа Звєрєва | 6–4, 2–6, 6–3           |
|                                 |                                 |                         |
| Мікст                           |                                 |                         |
| Вінус Вільямс Джастін Гімелстоб | Гелена Сукова Циріл Сук         | 6–2, 6–1                |
|                                 |                                 |                         |

### Юніори
| Одиночний розряд. Хлопці    |                         |               |
| Жульєн Жанп'єр              | Андреас Вінчігерра      | 4–6, 6–4, 6–3 |
|                             |                         |               |
| Одиночний розряд. Дівчата   |                         |               |
| Єлена Костанич              | Вінне Пакусья           | 6–0, 7–5      |
|                             |                         |               |
| Парний розряд. Хлопці       |                         |               |
| Жером Енель Жульєн Жанп'єр  | Мірко Пегар Ловро Зовко | 6–3, 6–3      |
|                             |                         |               |
| Парний розряд. Дівчата      |                         |               |
| Еві Домінкович Алісія Молік | Лінн Бейкер Рева Гадсон | 6–3, 3–6, 6–2 |
|                             |                         |               |